# Escallonia florida
Escallonia florida är en tvåhjärtbladig växtart som beskrevs av Eduard Friedrich Poeppig och Endl. Escallonia florida ingår i släktet Escallonia och familjen Escalloniaceae. Inga underarter finns listade i Catalogue of Life.